# Petr Příhoda
Petr Příhoda (17. ledna 1939 Netolice – 14. září 2014 Praha) byl křesťanský pedagog a publicista, původním povoláním psychiatr a psychoanalytik. Od roku 1992 přednášel lékařskou etiku na 2. lékařské fakultě Univerzity Karlovy, kde řadu let vedl Ústav lékařské etiky. Působil také jako externí komentátor Českého rozhlasu 6 a redaktor Perspektiv, přílohy Katolického týdeníku.

## Dětství a mládí
Otec byl důstojníkem československého letectva, matka byla učitelka, dcera kastelána zámku Kratochvíle. Po obsazení země nacisty se otec snažil odejít do Anglie, ale byl zadržen, odsouzen a věznění nepřežil. Zemřel ve věznici v saském Waldheimu, když byly Příhodovi tři roky.
Matka jej pak coby žena velezrádce kvůli obtížným pracovním podmínkám nemohla mít u sebe a jeho výchovy se tak ujala bezdětná teta z Ostravy. Po zahájení náletů na Ostravu si jej k sobě do jižních Čech vzali prarodiče z otcovy strany. Byli to evangelíci, zatímco příbuzní matky byli katolíci, v obou případech ovšem „nábožensky vlažní”.
Rok po válce se matka znovu provdala. Vzala si opět důstojníka, kterého Příhoda charakterizoval jako „komunistu stalinského typu”, jenž se k němu nicméně choval vždy velkoryse. „V únorovém převratu, který obojí prarodiče vnímali jako katastrofu, viděl vítězství.”
Rodina se poté přestěhovala do Varšavy, kde nevlastní otec pracoval na ambasádě v pozici vojenského atašé. V polské metropoli navštěvoval sovětskou základní školu, do níž chodily děti ruských funkcionářů nebo místních prominentů.
Základní školu dokončil v Kolíně, kde vystudoval i gymnázium. Nevlastní otec se zde stal posádkovým velitelem a rodina bydlela ve vile vyvlastněného továrníka. Ve stejné době byli prarodiče jeho vlastního otce „nemilosrdně rozkulačováni” a poslouchali západní rozhlas. „Trápila mě otázka, kam vlastně patřím,” říká o tomto období Příhoda.
Poté začal studovat psychiatrii na Masarykově univerzitě v Brně, kde také našel cestu k víře v Boha.

## Činnost za komunistického režimu
Po studiích nastoupil do psychiatrické léčebny v Horních Beřkovicích. V době pražského jara v ní zakládal organizaci Československé strany socialistické. Stal se i členem ústředního výboru strany v Praze. Po srpnu 1968 z něj musel odejít.
Do hledáčku StB se dostal už o tři roky dříve, kdy se ho její příslušníci při výsleších vyptávali na ekumenické semináře evangelické teologické fakulty. Pak znova v době normalizace.
V roce 1970 podal v Beřkovicích výpověď a stal se ambulantním psychiatrem v Praze 4. Pohyboval se v „podzemní” církvi v okruhu kolem teologa Oty Mádra, byl činný v samizdatu, psal do Tigridova Svědectví, stýkal se s Petrem Pithartem a Jiřinou Šiklovou a působil v tehdy nelegální pražské psychoanalytické skupině.
Mezi myslitele, kteří jej inspirovali v psaní i v životě, počítal např. německého filosofa Romano Guardiniho, katolického kněze Dominika Pecku, jezuitu Adolfa Kajpra či Josepha Ratzingera, jehož texty sledoval dlouho před zvolením papežem.

## Po roce 1989
Po změně režimu v roce 1989 začal přispívat do časopisu Přítomnost, do Literárních novin, Českého rozhlasu 6 i deníků.
Když se Petr Pithart stal v roce 1990 českým premiérem, vybral si Petra Příhodu jako svého poradce a tiskového tajemníka. O rok později zvítězil ve výběrovém řízení na místo vedoucího Ústavu lékařské etiky a humanitních základů medicíny 2. lékařské fakulty Univerzity Karlovy.
Patřil k členům Bioetické komise při Radě vlády ČR, koordinační rady Diskusního česko-německého fóra, zřízeného Ministerstvem zahraničí ČR a Etické komise Syndikátu novinářů.

## Citáty
| „ | Estébáci mě naučili ponechat v soutěsce běh věcí na Pánu Bohu. | “ |

| „              | (O výsleších StB:) Předvolaný byl často šokován, jako kdyby spatřil hlavu Medúzinu. Dojem, že oni vědí všechno, byl sugestivní. Navíc odborně manipulovali s úzkostí. Zejména když měli čím vydírat, což naštěstí nebyl můj případ. | “ |
| — Petr Příhoda | |   |

## Dílo
- PŘÍHODA, Petr, PAULAS, Jan: To ostatní nechávám na Pánu Bohu (Výběr z textů a rozhovor s Janem Paulasem), Karmelitánské nakladatelství, Kostelní Vydří, 2010, ISBN 978-80-7195-467-5
- PODIVEN (PŘÍHODA, Petr, PITHART, Petr, OTÁHAL, Milan): Češi v dějinách nové doby (1848-1939), Academia Praha, 2003, ISBN 80-200-1143-9
- PŘÍHODA, Petr: Inventura dospělosti, Academia Praha, 2000, ISBN 80-200-0247-2
- PŘÍHODA, Petr (pod pseudonymem JEDERMANN, František): Ztracené dějiny, Institut pro středoevropskou kulturu a politiku, 1991

## Ocenění
V roce 2014 mu byla udělena Cena Václava Bendy (in memoriam).